# Bataille de Sainte-Foy
Guerre de Sept Ans
Batailles
- Minorque (navale) (1756)
- Pirna (1756)
- Lobositz (1756)
- Reichenberg (1757)
- Prague (1757)
- Kolin (1757)
- Hastenbeck (1757)
- Gross-Jägersdorf (1757)
- Moys (1757)
- Rochefort (1757)
- Rossbach (1757)
- Breslau (1757)
- Leuthen (1757)
- Carthagène (navale) (1758)
- Olomouc (1758)
- Saint-Malo (1758)
- Rheinberg (1758)
- Krefeld (1758)
- Domstadl (1758)
- Cherbourg (1758)
- Zorndorf (1758)
- Saint-Cast (1758)
- Tornow (1758)
- Lutzelberg (1758)
- Hochkirch (1758)
- Bergen (1759)
- Kay (1759)
- Minden (1759)
- Kunersdorf (1759)
- Neuwarp (navale) (1759)
- Hoyerswerda (1759)
- Baie de Quiberon (navale) (1759)
- Maxen (1759)
- Meissen (1759)
- Glatz (1760)
- Landshut (1760)
- Corbach (1760)
- Emsdorf (1760)
- Dresde (1760)
- Warburg (1760)
- Liegnitz (1760)
- Rhadern (1760)
- Berlin (1760)
- Kloster Kampen (1760)
- Torgau (1760)
- Belle-Île (1761)
- Langensalza (1761)
- Cassel (1761)
- Grünberg (1761)
- Villinghausen (1761)
- Ölper (1761)
- Kolberg (1761)
- Wilhelmsthal (1762)
- Burkersdorf (1762)
- Lutterberg (1762)
- Reichenbach (1762)
- Almeida (1762)
- Valencia de Alcántara (1762)
- Nauheim (1762)
- Vila Velha de Ródão (1762)
- Cassel (1762)
- Freiberg (1762)

- Jumonville Glen (1754)
- Fort Necessity (1754)
- Fort Beauséjour (1755)
- 8 juin 1755
- Monongahela (1755)
- Petitcoudiac (1755)
- Lac George (1755)
- Fort Bull (1756)
- Fort Oswego (1756)
- Kittanning (1756)
- En raquettes (1757)
- Pointe du Jour du Sabbat (1757)
- Fort William Henry (1757)
- German Flatts (1757)
- Lac Saint-Sacrement (1758)
- Louisbourg (1758)
- Le Cran (1758)
- Fort Carillon (1758)
- Fort Frontenac (1758)
- Fort Duquesne (1758)
- Fort Ligonier (1758)
- Québec (1759)
- Fort Niagara (1759)
- Beauport (1759)
- Plaines d'Abraham (1759)
- Sainte-Foy (1760)
- Neuville (1760)
- Ristigouche (navale) (1760)
- Mille-Îles (1760)
- Signal Hill (1762)

- Cap-Français (1757)
- Martinique (1759)
- Guadeloupe (1759)
- Dominique (1761)
- Martinique (1762)
- Cuba (1762)

- Chandernagor (1757)
- Plassey (1757)
- Gondelour (1758)
- Négapatam (navale) (1758)
- Condore (1758)
- Madras (1758)
- Pondichéry (navale) (1759)
- Masulipatam (1759)
- Chinsurah (1758)
- Wandiwash (1760)
- Pondichéry (1760-1761)
- Manille (1762)

- Saint-Louis (1758)
- Gorée (1758)
- Gambie

La bataille de Sainte-Foy, ou Deuxième bataille des Plaines d'Abraham, est le troisième et dernier affrontement majeur du Siège de Québec lors de la guerre de la Conquête entre les  Français, les coloniaux Canadiens français, qui forment la milice locale, et les nations alliées autochtones (qui n'y participeront finalement pas) contre les troupes britanniques. Elle se déroule dans les environs de la ville de Québec le 28 avril 1760. Elle s'inscrit dans le théâtre nord américain de la guerre de Sept Ans. Se concluant par la victoire des Franco-Canadiens, ces derniers montèrent ensuite le siège afin de reprendre Québec des mains de l'occupant britannique qui l'avait conquise le 18 septembre 1759 à la suite de la victoire britannique lors de la bataille des plaines d'Abraham cinq mois plus tôt. Le siège échoue cependant, car l'arrivée de renforts et ravitaillements anglais au cours du mois de mai avantagera les défenseurs et provoquera la seconde retraite des Franco-Canadiens vers Montréal.
La bataille de Sainte-Foy, ou Deuxième bataille des Plaines d'Abraham, reste à ce jour l'engagement militaire le plus meurtrier et sanglant en sol canadien de l'histoire dépassant même en termes de pertes, toutes celles des plus importantes batailles de la guerre de 1812 comme Lundy's Lane ou le siège de Fort Erie.

## Avant l'affrontement
À la suite de la capture de Québec, le lieutenant général du Canada Rigaud de Vaudreuil et le général François-Gaston de Lévis envoient des navires vers la France afin de demander de l'aide à Versailles avant d'ordonner la retraite vers Montréal.
L'hiver leur sera confortable. Les vivres, bien que rationnés, sont de bonne qualité et quantité et la ville, n'ayant pas vécu de siège, permet d'offrir un toit chaud aux soldats.
Contrairement à l'armée franco-canadienne, les Britanniques vivent un hiver rigoureux à Québec. Les rations, bien qu'en quantités suffisantes, sont de piètre qualité. Le bois de chauffage se fait rapidement rare et la ville détruite à 80 % n'offre pas un logis confortable aux troupes. Le froid et le manque de vitamine C en raison d'une alimentation incomplète font des ravages au sein des soldats, notamment en raison des épisodes de scorbut. Ajoutons à ces problèmes une population civile provenant des environs, affligée par la destruction de la campagne, des rationnements et des réquisitions, qui se réfugie dans la ville afin de survivre à l'hiver. Autrement dit, affaiblis, démoralisés et isolés en territoire hostile, les Britanniques souffrent de leur propre campagne de terreur des mois d'été 1759 et d'une campagne militaire particulièrement difficile.
Mais le général James Murray, qui prend en charge l'armée après le retrait de Robert Monckton vers New York et de George Townshend vers l'Angleterre, ne chôme cependant pas. Il fait bâtir sept blockhaus devant les remparts afin d'en contrôler la circulation et il renforce le front de la porte Saint-Louis et le parapet des murs. Finalement, il fait ériger une série de petits postes défensifs à Cap-Rouge, Lorette, Sainte-Foy, Sillery et Pointe-Lévy.
L'hiver n'est pas encore terminé que Lévis et Vaudreuil rassemblent les troupes avant de marcher vers Québec. Les navires l’Atalante, la Pomone, les Flûtes la Pie et la Marie, qui ont hiverné près de Sorel, transportent les munitions de l'armée près de Québec afin de hâter la marche des troupes. L'objectif de Lévis est de prendre le contrôle des Buttes-à-Neveu, la colline la plus élevée des Plaines d'Abraham se situant à 800 mètres à l'ouest de la ville, avant que son opposant ne les fortifient après la fonte de la neige. À cette position, il pourra monter un siège efficace contre Québec. Par le fait même, il tente de surprendre son adversaire par l'hâtivité de sa manœuvre. Lévis et Vaudreuil quittent Montréal en début mars avec une armée totalisant environ 7 200 hommes.
Le 27 avril 1760 au matin, les marins britanniques ramènent un artilleur français à l'article de la mort aux quartiers de Murray. Ce Français avait été repêché des eaux glaciales après que son embarcation eut fait naufrage. Le captif avertit Murray qu'une force massive formée de Français, de Canadiens et de leurs alliés autochtones arriverait bientôt de Montréal pour attaquer Québec.
James Murray rassemble ainsi environ mille hommes de son infanterie lourde et ordonne à ces derniers de transporter dix canons jusqu'à la zone de tir. Normalement, cette tâche aurait été accomplie par les chevaux, mais les troupes affamées les avaient mangés depuis longtemps. Les soldats britanniques quittent la ville pour rejoindre les détachements d'infanterie légère qui se regroupaient dans de petits postes avancés à Sainte-Foy, Sillery et Cap-Rouge. Des escarmouches éclatent ainsi entre les deux camps.
Pendant ce temps, Lévis, après avoir rassemblé ses troupes aux environs du Fort Jacques-Cartier, place, quelques jours plus tard, le gros de son armée au-delà de la forêt près de Sainte-Foy. Au sein de ses troupes s'y trouve des soldats réguliers de terre et de la marine, des miliciens canadiens et des guerriers autochtones.
le 28 avril 1760, Murray remarque qu'il ne possède pas suffisamment de troupes pour défendre la ville et soutenir un siège. L'hiver canadien, la destruction de la ville ordonnée par Wolfe et les escarmouches hivernales ont décimé ses troupes. Des 7000 hommes laissés en garnison à l'automne 1759, la moitié seulement est maintenant en état de combattre. Murray ordonne donc la sortie de près de 3 300 hommes qu'il installe sur les Buttes-à-Neveu qu'il n'a pas eu le temps de fortifier, avant que les Français ne prennent ce point stratégique, et d'au moins 22 canons, dont deux obusiers. Cette position et logique de combat ressemble à celles du feu général français, le Marquis de Montcalm, lors de la bataille des Plaines d'Abraham huit mois plus tôt.
De leur côté, les Franco-canadiens s’amassent à la lisière de la forêt, à près d'un kilomètre à l'ouest de la position anglaise, et entament leur marche vers la ligne adverse. La bataille est sur le point de débuter.

## La bataille
Le 28 avril 1760, quelques mois seulement après la défaite de la France sur les plaines d'Abraham tout juste à l'extérieur des murs de Québec, le gouverneur de la Nouvelle-France, Pierre de Rigaud de Vaudreuil, et le chevalier de Lévis repoussent les Britanniques du général James Murray à la bataille de Sainte-Foy.
Le gouverneur britannique dispose de deux grands avantages tactiques: il a environ 24 canons légers et ses troupes occupent une position élevée sur les Buttes-à-Neveu. L'armée française quant à elle ne peut compter que sur trois pièces de canon et devra avancer en terrain ouvert sous le feu de l'artillerie anglaise avant que les bataillons français ne soient à portée de tir au fusil.
Le début de la bataille est à l'avantage des Britanniques. Leur artillerie pilonne les brigades françaises qui sortent des boisés le long du Chemin Sainte-Foy et qui tentent de se mettre en ordre de bataille. Le commandant en second de l'armée française, François-Charles de Bourlamaque est gravement blessé quand un boulet anglais tue son cheval et lui emporte une partie du mollet alors qu'il commande la gauche de l'armée française. Sa brigade se replie alors légèrement à l'intérieur du couvert forestier pour éviter le pilonnage.
C'est à ce moment que Murray commet une faute qui lui fera perdre tout avantage tactique. Il juge mal le mouvement de recul français. Pensant y voir un début de confusion chez l'ennemi, il donne alors ordre à ses troupes d'avancer rapidement pour profiter du moment et culbuter l'armée franco-canadienne. Ce faisant, l'infanterie britannique passe alors devant sa propre artillerie qui doit cesser le feu. Le sol en dégel d'avril, boueux et gorgé d'eau et encore recouvert en partie de neige molle et fondante, devient un piège pour les canons de campagne des Britanniques qui s'enlisent les uns après les autres après que les artilleurs eurent tenté de les faire avancer au même rythme que les troupes. Murray perd du même coup l'avantage de la hauteur et de la puissance de feu de son artillerie rendue inutilisable. L'engagement principal de la deuxième bataille des Plaines d'Abraham va alors commencer.

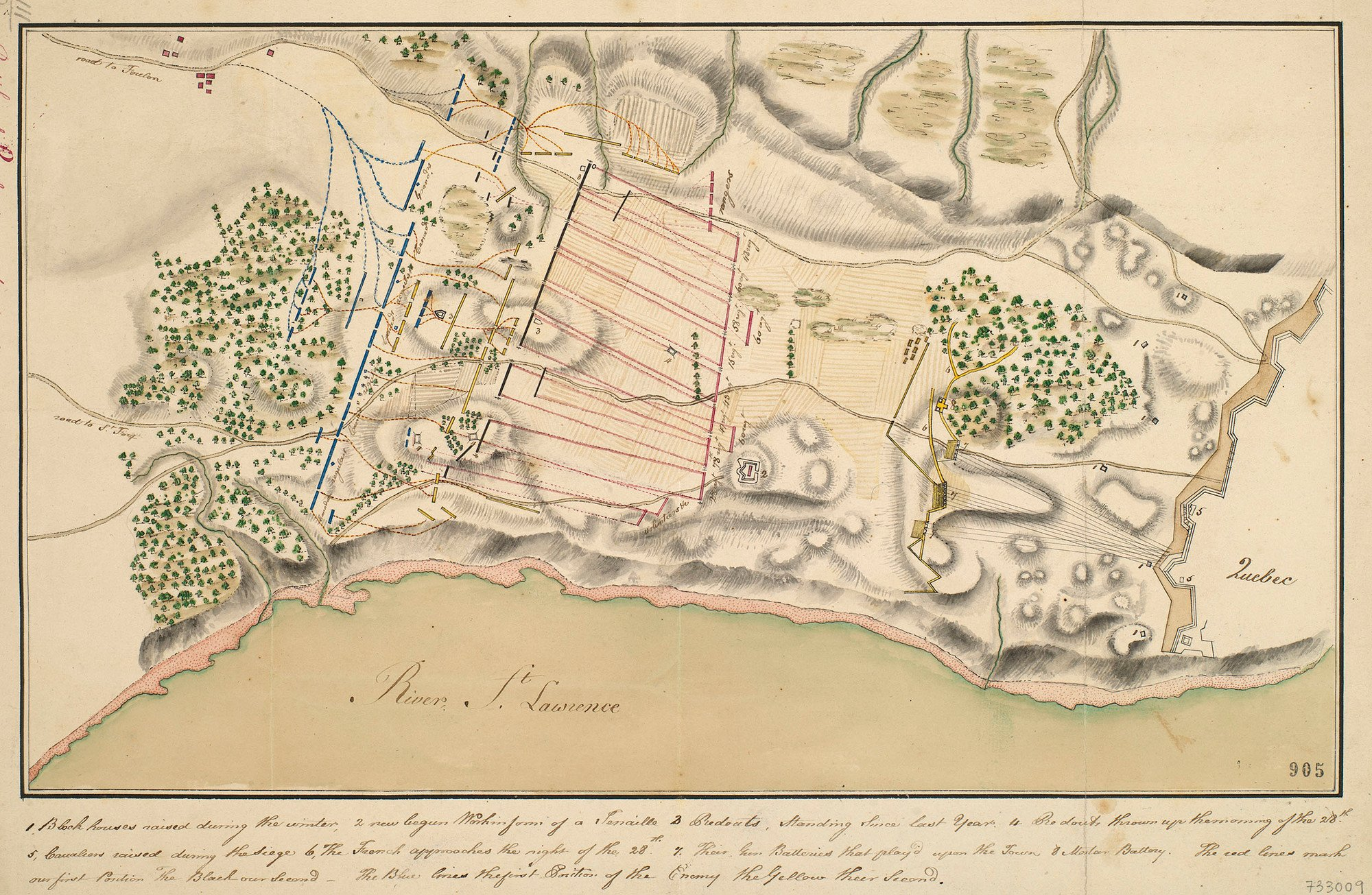
Carte miltaire démontrant le mouvement des troupes françaises et britanniques lors de la deuxième bataille des Plaines d'Abraham, ou bataille de Sainte-Foy, le 28 avril 1760.

Les deux armées se font face presque au même endroit que le 13 septembre 1759 lors de la première bataille des Plaines d'Abraham. Contrairement à l'année précédente, où la bataille s'était résumée moins de trente minutes par un assaut frontal français repoussé par le feu dévastateur de la ligne britannique, ce deuxième affrontement implique de grands mouvements de troupes de part et d'autre. Attaques et contre-attaques se poursuivent pendant deux heures. Le moulin Dumont change de mains plusieurs fois, âprement disputé par les highlanders et les grenadiers français. Lévis et Murray parcourent le champ de bataille et donnent les ordres selon la progression de l'engagement. Sur la ligne de feu, les troupes franco-canadiennes donnent du fil à retordre aux Britanniques. Les soldats français ont intégré une tactique de la milice canadienne qui consiste à se plaquer au sol quand l'ennemi s'apprête à servir sa vollée plutôt que se tenir debout et encaisser le coup.
Selon l'aide de camp de François-Gaston de Lévis, James Johnstone, le point tournant de la bataille survient lorsque l'officier commandant le Béarn, Jean d'Alquier de Servian, reçoit un ordre de mettre ses troupes à l'abri alors que celles-ci échangent des vollées "à vingt pas" avec les Britanniques. Plutôt que d'obéir à l'ordre, d'Alquier ordonne à ses hommes de charger l'ennemi à la baïonnette. Les troupes du Béarn enfoncent donc leurs adversaires qui, en se repliant, créent un flottement sur la gauche britannique qui se transmet au centre. Ce mouvement déporte l'armée britannique trop sur sa droite et la met à risque risque d'être enveloppée à tout moment par l'aile droite de l'armée française qui peut désormais la déborder sur le flanc. Murray est donc contraint d'ordonner une retraite générale avant que son armée ne soit prise en tenaille.
Selon Johnstone, l'épuisement de l'armée française qui était partie de Montréal pour venir livrer bataille a empêché les soldats de Lévis de poursuivre les Britanniques en déroute et d'entrer avec eux pêle-mêle dans la ville. La retraite Britannique est un sauve-qui-peut généralisé: morts, blessés, artillerie, munitions, outillage et équipement sont abandonnés sur le champ de bataille. L'Hôpital Général de Québec, situé à l'extérieur des fortifications est repris le jour-même par l'armée française. Comme en 1759, on y amène environ 600 blessés des deux camps.
L'engagement a duré de deux à trois heures et a été très meurtrier. Dans son rapport de la bataille, Lévis rapporte 193 morts et 640 blessés du côté français. De leur côté, les Britanniques ont perdu 1141 hommes; 829 blessés, 259 morts et 53 capturés. À près de 2000 morts et blessés, il s'agit de la plus sanglante bataille en sol canadien de l'histoire. Selon les contemporains, cette deuxième bataille des Plaines d'Abraham a permis aux Français de laver leur honneur. Dans son Journal des Campagnes au Canada de 1755 à 1760, le Chevalier de Lévis rapporte que le 17 mai 1760:
"Les officiers Anglois sont venus voir les dames de l'hopital, nous ont combles d'honnetete, nous ont parle de la bataille, ont fait I'eloge des dispositions de notre general et nous ont assure que nous avons bien pris notre revanche de celle du 13 septembre."
Les Britanniques maintenant enfermés dans la ville, Lévis et ses troupes commencent aussitôt le siège de Québec (1760) en y creusant des tranchées ; ses hommes creusent jours et nuits. Ils creusent des tranchées parallèles ; installent quelques canons pour bombarder les fortifications et se rapprocher de la ville en creusant aussi des tranchées d'approches. Lévis commence à bombarder les murs de la ville le 11 mai, avec quelques canons pour enfoncer un point faible ; le bastion la glacière. Les hommes de Murray réparent les murs très affaiblis durant la nuit afin que les Franco-Canadiens ne s'aperçoivent pas que des parties du mur sont pratiquement effondrées.

## Le siège de Québec
La configuration du mur ouest n'est pas conçue pour tirer avec des canons vers les plaines, mais plutôt pour tirer en enfilade, parallèlement au mur. Louis-Thomas Jacquot avait dû percer quelques embrasures pour tirer vers les plaines au-delà des Buttes-à-Neveu. Son artillerie dirige un feu constant durant la nuit du 14 au 15 septembre 1759 pour ralentir la construction de retranchements anglais sur les plaines après la défaite de la Bataille des Plaines d'Abraham.
En avril 1760, pour résister au siège que prépare Lévis immédiatement après la bataille, les Anglais doivent se résoudre à percer de nouvelles embrasures pour tirer vers les plaines. Tous les hommes valides –incluant les officiers supérieurs– sont mobilisés pour ce travail et pour monter des canons de la basse-ville afin de les installer dans les nouvelles embrasures, percées au rythme d'environ 4 ou 5 par jour. Tout ce labeur permettra à approximativement 100 pièces de différents calibres de faire feu en direction des retranchements franco-canadiens sur les plaines d'Abraham. Les Anglais travaillent jour et nuit, ayant même recours aux efforts de convalescents, selon leurs capacités. Murray parviendra à envoyer un véritable déluge de feu de plus de 14 000 boulets de 8 à 32 livres, en plus des mortiers  sur les positions françaises qui sont très limitées en artillerie et dont la poudre est humide, réduisant son efficacité. Murray envoie également des volontaires hors des murs de Québec durant la nuit, qui attaquent les Français et Canadiens dans l'espoir de retarder leur avance.

## Attente de renfort d’Europe
Il est important de prendre en compte que les 2 camps ennemis, ayant été isolés tout l'hiver, ne sont pas au courant des défaites navales françaises de  Lagos et des Cardinaux, affaiblissant gravement la Marine royale française. Une expédition pour contacter Jeffery Amherst qui passe l'hiver à New-York, est commandée par John Montresor, avec quelque compagnons; ils partent de Québec le 26 janvier 1760, passant en raquettes par les rivières gelées Chaudière-Kennebec, manquant de nourriture et souffrant du froid, risquant de mourir dans les montagnes, prendra plus d'un mois pour atteindre Boston. Les instructions d'Ahmerst arriveront au printemps, une fois les rivières redevenues navigables. Les bombardements dureront jusqu’au 17 mai; les troupes de Lévis mettant fin au siège devant les renforts anglais arrivés par la mer. Lévis continue ses bombardements jusqu'à la nuit du 16 mai. Un groupe de miliciens, aidés de quelques Autochtones et de cavaliers avaient installé une batterie des canons à Beauport. La fortune fait en sorte que les renforts navals britanniques arrivent en premier en Nouvelle-France, engagent le combat avec trois frégates commandées par Jean Vauquelin ; ce qui conduit à la bataille de Neuville et forcent les troupes françaises à reculer puis à capituler à Montréal et à Trois-Rivières peu après. Murray réalise un véritable tour de force pour garder la ville de Québec, sans savoir quel renforts arriveront en premier, n'ayant pas eu de contact durant l'hiver avec le général Jeffery Amherst.

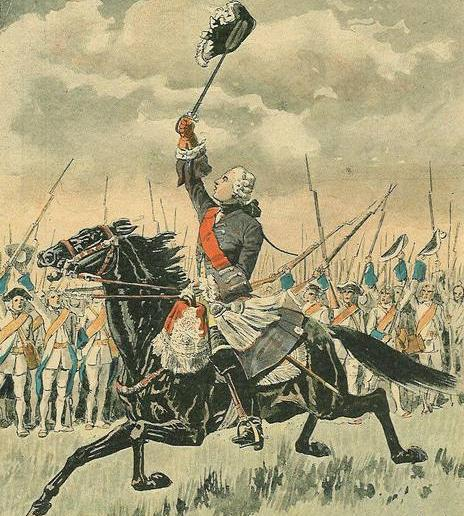
Le chevalier de Lévis ralliant son armée.

## Conséquences
La bataille de Sainte-Foy est le dernier battement de cœur de la France coloniale au Canada. Les trois années qui suivront cette bataille seront sous un régime militaire administré par le général Murray et ce, jusqu'à la fin de la guerre de Sept Ans en Europe. Au traité de Paris (1763), Choiseul choisit de conserver les îles des Antilles, plutôt que le Canada offert par l'Angleterre, et la France perdit ainsi, l'île Royale et l'isle Saint-Jean. Alors que la Louisiane sera vendue par Napoléon en 1803 et que l'Acadie fut conquise dès 1713. Le gain monétaire et l'argent qu'apportaient les Antilles, l'esclavage au Sénégal, et son comptoir de Pondichéry aux Indes, est tout ce que Choiseul et les riches marchands favorisaient. La France était avant tout une super puissance avec une population trois fois supérieure à l'Angleterre métropolitaine mais avec bien moins d’alliés. L'intérêt n'y était plus, et Lévis lorsqu'il aperçut la flotte britannique remonter le Saint-Laurent s'écria, « La France nous a abandonnés ! ».

## Commémoration
Le monument aux Braves, situé sur le chemin Sainte-Foy, fut dévoilé le 19 octobre 1863 pour commémorer la bataille.

Une plaque indique le lieu de la victoire des Français sur les Anglais. Son texte français est le suivant : 

Ici les Français victorieux
Tournèrent la gauche anglaise, la refoulant contre son centre et, par la capture de tous ses canons, forçèrent [sic] le brave Murray à se replier en dedans des murs.
28 avril 1760

Une plaque indique l'emplacement du moulin Dumont près duquel la bataille s'est déroulée. Son texte français est le suivant :
Au moulin Dumont, près d'ici, se livra le combat le plus acharné de la bataille de Ste-Foy avant que la droite française victorieuse eut refoulé la gauche et le centre anglais contre la droite anglaise. 28 avril 1760.
Le monument aux Combattants, conçu par Claire Lemieux et Jean Miller en 2009, rappelle le souvenir des combattants qui ont pris part aux batailles des Plaines d'Abraham et de Sainte-Foy.

Le monument de Jeanne-d'Arc, dans le parc éponyme, a été offert par l'artiste Anna Hyatt Huntington pour rendre hommage aux victimes des batailles des Plaines d'Abraham et de Sainte-Foy. Sa dédicace se lit ainsi: 
Comme emblème du patriotisme et de la vaillance des héros de 1759-1760.

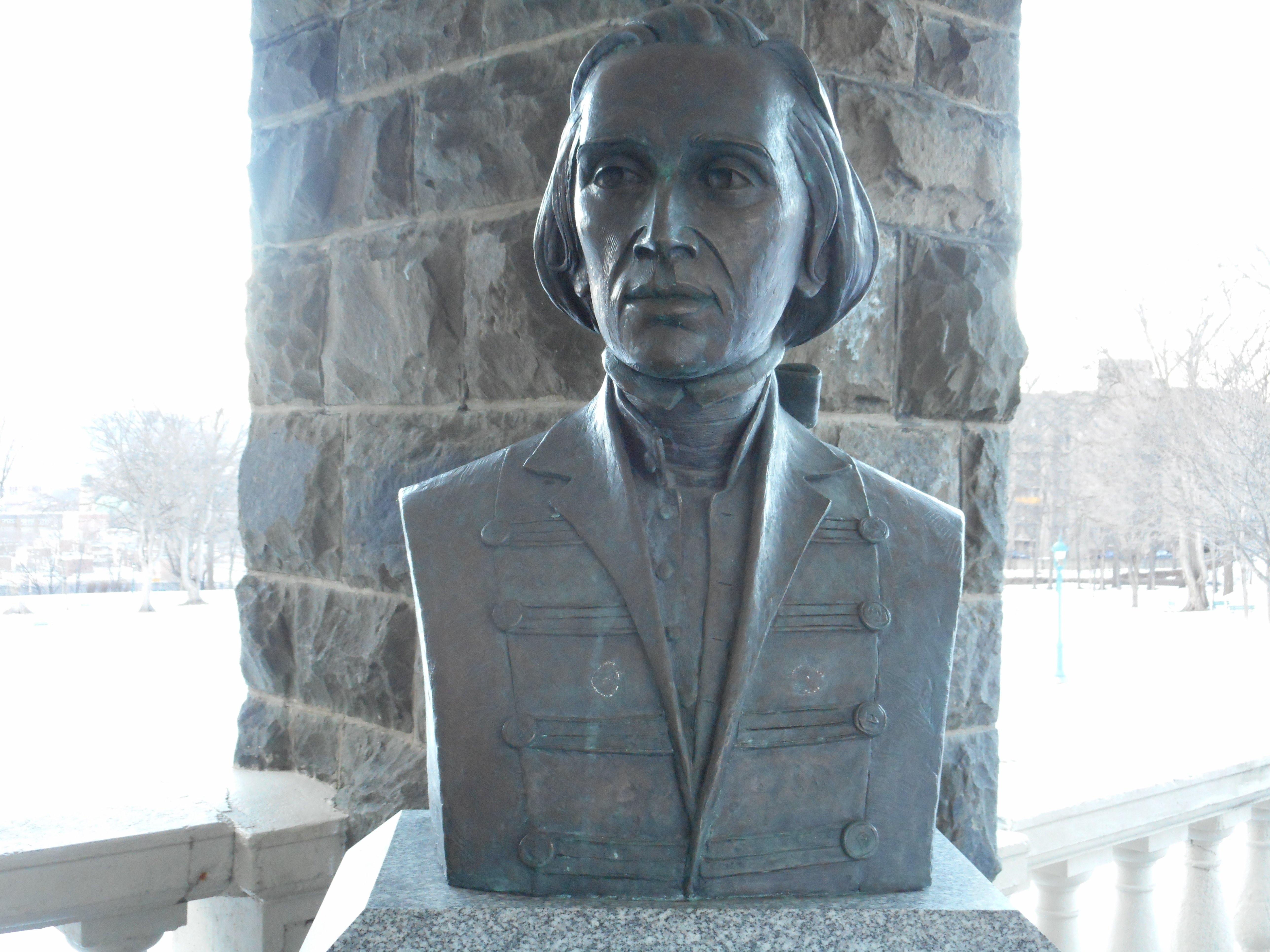
Murray
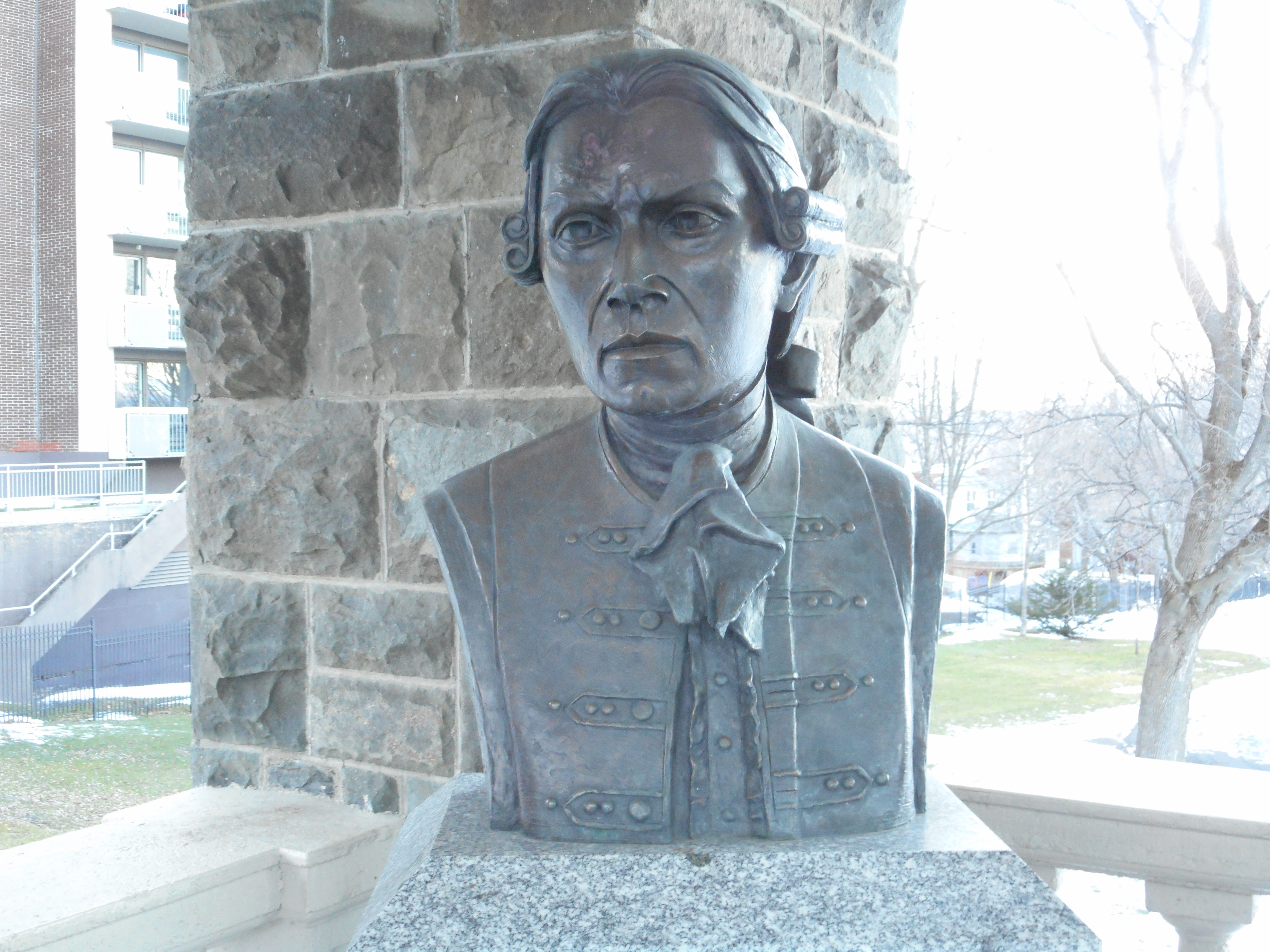
Lévis

Deux bronzes du sculpteur Michel Binette ont été placés en 2010 dans le Parc des Braves afin de rappeler le souvenir des généraux Murray et Lévis. L'avenue des Braves relie le parc et les Plaines d'Abraham.
Le monument de François-Gaston-de-Lévis, à Lévis, rappelle partiellement le souvenir de sa victoire lors de la bataille de Sainte-Foy. Il a été inauguré le 29 juin 2013.

## Sources et bibliographie

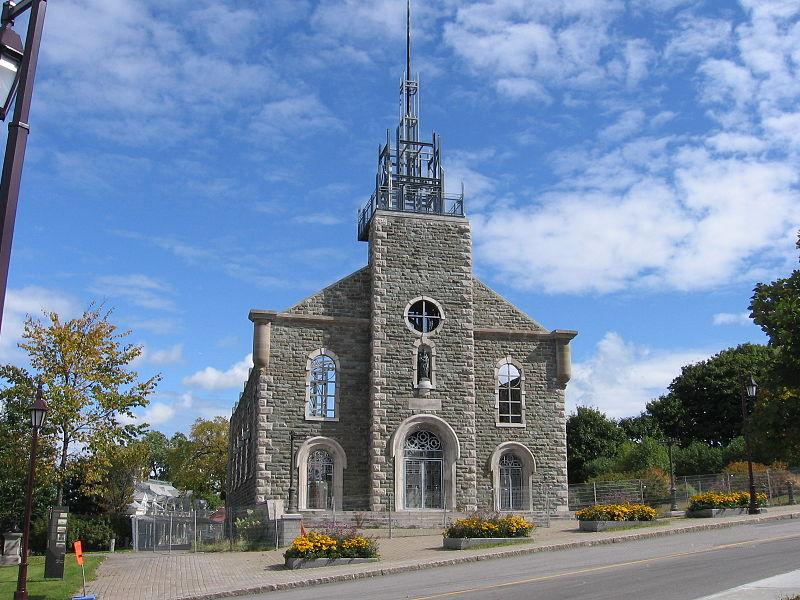
L'église de Sainte-Foy pour commémorer la bataille.

En français :
- Edmond Dziembowski, La guerre de Sept Ans, Paris, éditions Perrin, coll. « Tempus », 2018, 851 p. (ISBN 978-2-262-07502-6)
- Laurent Veyssière (dir.) et Bertrand Fonck (dir.), La guerre de Sept Ans en Nouvelle-France, Québec, Septentrion (Canada) et PUPS (France), 2012, 360 p. (ISBN 978-2-89448-703-7)

En anglais :
- (en) Stephen Brumwell, Redcoats: The British Soldier and War in the Americas, 1755-1763, Cambridge University Press, New York, 2002  (ISBN 0-521-80783-2).
- (en) Rene Chartrand, Canadian Military Heritage, Casemate Publishing, 2000 (ISBN 978-2-920718-51-7, lire en ligne).
- Journal of the Siege of Quebec 1760 by General Jas. Murray.